# Ořechov, Jihlava
Ořechov là một làng thuộc huyện Jihlava, vùng Vysočina, Cộng hòa Séc.